# Partido Feminista de España
El Partit Feminista d'Espanya (en castellà, Partido Feminista de España), PFE, es un partit polític d'esquerres i feminista impulsat per Lidia Falcón i constituït a Barcelona l'any 1979 aconseguint registrar-se oficialment com a partit l'any 1981. Encara existia l'any 2006, integrat dins de la Confederación de Organizaciones Feministas de España, tot i que la seva presidenta i fundadora, Lidia Falcón, va admetre en una conferència que ja gairebé no feia activitats públiques. El partit s'expressa semestralment a la revista Poder y Libertad, que va néixer com a la revista teòrica del PFE. Des de 2015 després del II Congrés està integrat a Esquerra Unida.
El PFE té ideologia marxista-leninista i feminista. Considera la dona com a pertanyent d'una classe social adscrita al mode de producció domèstic i considera que l'alliberament de la dona vindria amb l'alliberació del seu paper a la reproducció humana, per la qual cosa propugna la investigació de les noves formes de reproducció in vitro: "O la dona escull una vida intel·ligent, decidint no reproduir-se més, o continuarà ancorada al seu destí mil·lenari".
Algunes de les persones que han format part del seu comitè executiu són Lidia Falcón, Carmen Sarmiento, Maria Encarna Sanahuja, Mercedes Izquierdo, Montserrat Fernández Garrido, Pilar Altamira, Elvira Siurana, Isabel Marín i María Angeles Piquero.
El PFE va impulsar la creació de la Confederación de Organizaciones Feministas, que es va presentar a les eleccions al Parlament Europeu de 1999 i va obtenir 28.901 vots, és a dir, el 0,14% d'ells.